# Lars Swane
Lars Swane (Frederiksberg, 19 ottobre 1913 – 13 gennaio 2002) è stato un pittore e incisore danese.

## Biografia
Nacque in una famiglia e in un ambiente particolarmente favorevoli all'arte e alla natura: il padre Sigurd e la madre Christine Larsen infatti erano entrambi pittori, così come pittori erano lo zio paterno Leo Swane e l'altro più celebre zio materno Johannes Larsen che, con sua moglie Alhed Warberg, pure lei artista, trasformò la propria casa di Kerteminde sull'isola di Fionia (oggi divenuta un museo a lui intitolato) in una "colonia" per giovani pittori dediti a soggetti naturalistici e talora chiamati per questo "pittori contadini".
Dedicatosi inizialmente all'attività di guardia forestale, parve che in lui dovesse prevalere l'interesse per l'ambiente, ma ben presto fu l'eredità artistica familiare a prendere il sopravvento sublimando la sua sensibilità naturalistica in una pittura in grado di combinare le suggestioni del paesaggio e della realtà circostante nelle forme semplici ed essenziali di un modernismo classico.  
Nel 1984 fu protagonista del documentario televisivo Den kunstneriske arv ("L'eredità artistica"), girato insieme alla moglie Aase Birthe Sindt Stricker con la regia di Inger Larsen.